# HTC Shift

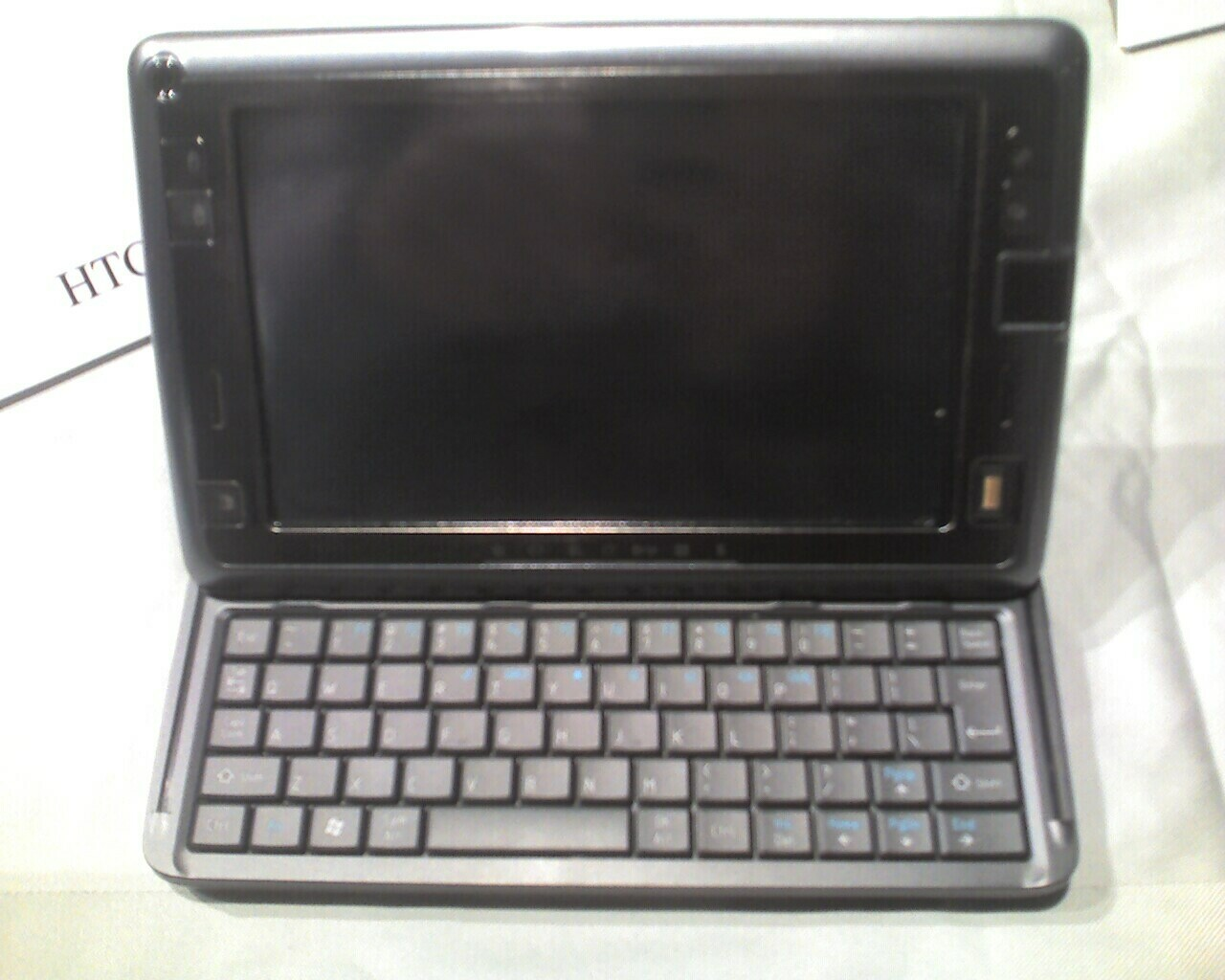
HTC Shift в открытом состоянии

HTC Shift (кодовое имя HTC Clio) — ультрамобильный ПК компании HTC. Имеет резистивный сенсорный экран (TFT, 7", 800x480) и QWERTY-клавиатуру, также предусмотрена возможность подключения внешних устройств ввода по USB или по Bluetooth. Используется жесткий диск Toshiba емкостью 40 или 60 ГБ. Есть возможность использования SIM-карты, но только для передачи данных.

## Обзоры
- Артем Лутфуллин. Обзор UMPC HTC Shift. Mobile-review.com (10 января 2008). Дата обращения: 15 декабря 2010.

- Алекс Экслер. Неведома зверушка - HTC Shift (для журнала «Компьютерра»). Exler.ru (23 июня 2008). Дата обращения: 18 декабря 2012.